# Om Parvat
Der Om Parvat ist ein Berg im Himalaya am westlichen Dreiländereck Indien, Nepal und China.
Der Om Parvat hat eine Höhe von 6191 m. Die Nordseite liegt im Distrikt Pithoragarh des indischen Bundesstaates Uttarakhand. Die Südseite des Berges im nepalesischen Distrikt Darchula der Verwaltungszone Mahakali. Der Osthang des Om Parvat befindet sich auf tibetischem Gebiet.
Seine Bedeutung und der Name leiten sich aus der Form der Schneefelder ab, die den Sanskrit-Schriftzeichen für die (heilige) Silbe Om (ॐ) ähneln.